# Idéal principal
En mathématiques, plus particulièrement dans la théorie des anneaux, un idéal principal est un idéal engendré par un seul élément.

## Définition
Soit A un anneau.
- Un idéal à droite I est dit principal à droite s'il est égal à l'idéal à droite engendré par un élément a, c'est-à-dire si I = aA := { ax | x ∈ A }.
- Un idéal à gauche I est dit principal à gauche s'il est égal à l'idéal à gauche engendré par un élément a, c'est-à-dire si I = Aa := { xa | x ∈ A }.
- Un idéal bilatère I est dit principal s'il est égal à l'idéal bilatère engendré par un élément a, c'est-à-dire si I = AaA := { x1ay1 + … + xnayn | n ∈ N, x1, y1, …, xn, yn ∈ A }.

Si A est commutatif, ces trois notions coïncident et l'idéal engendré par a est noté (a).

## Contre-exemples
Pour un anneau intègre A contenant un élément a non nul et non inversible, l'idéal engendré par a et Y dans l'anneau de polynômes A[Y] n'est pas principal.
Un exemple d'une telle situation est A = l'anneau ℤ des entiers relatifs et a = un entier différent de 0, 1 et –1, ou encore, A = B[X] pour un anneau intègre B et a = X.

## Anneau principal
Un anneau intègre dont tous les idéaux sont principaux est dit anneau principal.
Par exemple, ℤ et K[X] pour un corps commutatif K sont des anneaux principaux.

## Idéaux principaux particuliers
Soient A un anneau commutatif intègre et a un élément non nul de A.
- (a) est maximal dans l’ensemble des idéaux principaux propres de A si et seulement si a est irréductible ;
- (a) est premier si et seulement si a est premier ;
- (a) est maximal si et seulement si a est extrémal.

Si A est un anneau à PGCD, les deux premières propriétés sont équivalentes. S'il est de Bézout (en particulier s'il est principal), les trois le sont.

## Note
1. ↑  Pour une démonstration, voir par exemple cet exercice corrigé de la leçon « Anneau » sur Wikiversité.